# Muerte de Joyce Echaquan

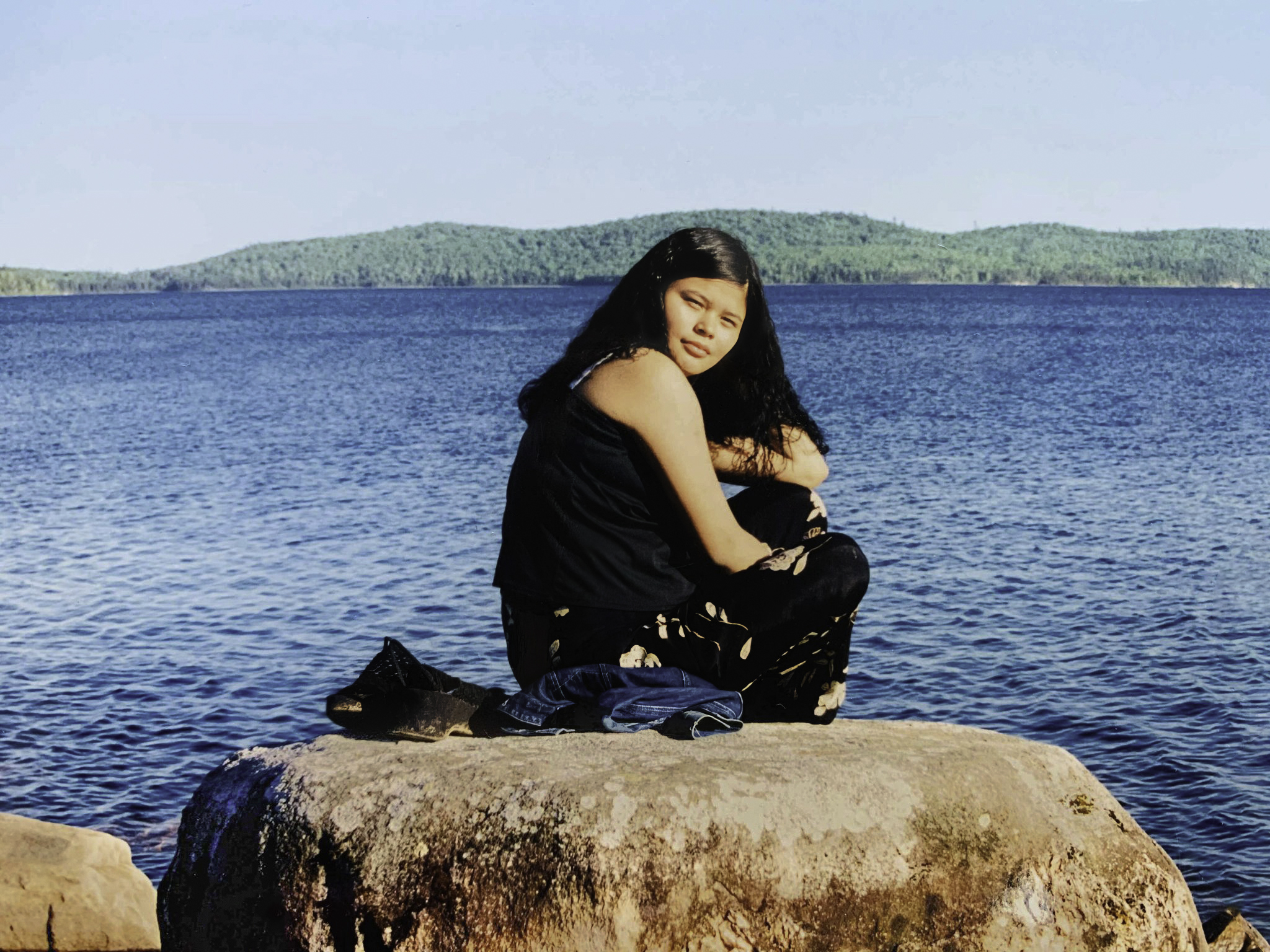
Joyce Echaquan, en la orilla del lago, en 1999

El 28 de septiembre de 2020, Joyce Echaquan, una mujer canadiense del pueblo Atikamekw de 37 años, que falleció en el hospital de Joliette, en la ciudad de Quebec (Quebec, Canadá). Antes de su muerte, grabó un Facebook Live que mostraba agentes de salud maltratándola.
La muerte de Echaquan ha sido considerada como un reflejo del racismo contra los autóctonos en Quebec y Canadá.

## Hechos
Echaquan, una madre de siete niñas habitante de Manawan (Ubicado a 193 km de Joliette), fue admitida el 26 de septiembre debido a malestar estomacal.  Poseía un historial de problemas cardíacos y se le había instalado un marcapasos cardíaco artificial.
El lunes 28 de septiembre, se le suministró morfina a pesar de su insistencia a no  administrarle el medicamento. Durante ese momento ella difundió  en directo un vídeo de siete minutos en Facebook bajo el nombre de «JoyceCarol Dube». En la grabación, solicita ayuda mientras que dos trabajadores  identificados la insultaban. Una mujer calificaba a Echaquan de « estúpida como el infierno » y ha dicho que no era « buena que para el sexo » mientras que otra criticaba su « mala elección ». Echaquan estaba atada a su cama.
El 2 de octubre, su familia anuncia que iniciaría un proceso judicial.

## Investigación y conclusiones
Dos audiencias públicas tienen lugar entre el 13 de mayo y el 2 de junio de 2021. La conducción de la investigación por parte de Géhane Kamel, la forense a cargo, es criticada en mayo por el ex forense de 1979 a 2004, Denis Boudrias, quien sostiene que ella estaría faltando a su deber de reserva durante el procedimiento.
El informe de investigación se presenta el 1 de octubre de 2021. Géhane Kamel informa que Joyce Echaquan murió "como resultado de un edema pulmonar provocado por un shock cardiogénico en un contexto de corazón enfermo (probablemente una cardiomiopatía reumática preexistente) asociado con maniobras posiblemente perjudiciales, como mantenerla en posición supina bajo restricciones sin la supervisión adecuada". Declara que "la Sra. Echaquan fue efectivamente marginada, y su muerte podría haberse evitado".
Entre las recomendaciones redactadas por la forense en su informe, se incluye que el gobierno de Quebec debería reconocer "la existencia de racismo sistémico dentro de [sus] instituciones" y que debería "comprometerse a contribuir a su eliminación".
El 2 de octubre, su familia anuncia que iniciará procedimientos judiciales.
La familia y el entorno de Joyce Echaquan reciben el informe de la forense como un "primer paso" hacia el reconocimiento de un racismo sistémico en Quebec, y muestran su desacuerdo con el primer ministro de Quebec.

### Diagnóstico forense
El informe del forense reveló que las actitudes racistas manifestadas en el video contribuyeron directamente a su muerte, una afirmación respaldada por evidencia contundente. Echaquan había ingresado al hospital con dolores estomacales y fue objeto de un diagnóstico erróneo basado en prejuicios raciales. Los profesionales de la salud asumieron sin pruebas que su agitación se debía a la abstinencia de cannabis y opioides. Sin embargo, los únicos medicamentos presentes en su sistema eran aquellos prescritos por los médicos para uso terapéutico.
La deshumanización de Echaquan no fue un incidente aislado. En 2018, miembros de la Nación Atikamekw habían denunciado el trato discriminatorio en ese mismo hospital durante audiencias sobre el tratamiento de los pueblos indígenas en instituciones de Quebec. A pesar de estos antecedentes, el Primer Ministro de Quebec, François Legault, ha rechazado en repetidas ocasiones la existencia de racismo sistémico en la provincia, centrando el debate público en cuestiones semánticas en lugar de abordar la discriminación flagrante y persistente.
Esta negación gubernamental de la problemática ha eclipsado lo que debería haber sido un momento para la reflexión y el cambio. En lugar de ello, la discusión se ha polarizado en torno a si se debe usar el término "racismo" o "racismo sistémico", enmascarando el verdadero problema: la presencia de prejuicios profundamente arraigados en las instituciones públicas que pueden tener consecuencias fatales.
El caso de Joyce Echaquan resalta la urgencia de abordar estas cuestiones y de implementar reformas que garanticen un tratamiento equitativo para todos los ciudadanos, independientemente de su origen étnico o cultural. Es imperativo que las autoridades de Quebec, y de Canadá en su conjunto, se enfrenten a estos desafíos con la seriedad y la compasión que el problema y sus víctimas merecen.

## Reacciones

### Canadá - Repercusiones federales
En un discurso ante la Cámara de los Comunes de Canadá, el primer ministro de Canadá, Justin Trudeau, ha considerado que "Lo que ha transcurrido, es la peor forma de racismo cuando alguien tenía la mayor necesidad de ayuda. Es un ejemplo, otro ejemplo de racismo sistemático que es simplemente inaceptable a Canadá." 

### Quebec
El primer ministro François Legault ha declarado que el tratamiento de Echaquan por el personal del hospital era « inaceptable » y « racista ». En la Asamblea nacional, Legault le pidió discupas a la familia Echaquan y a su comunidad a nombre del gobierno quebequés. Antes y después de su discurso, hubo un minuto de silencio en la Asamblea nacional.
El primer ministro quebequense ha anunciado el despido de la enfermera que estaba en el vídeo. 
La encuesta sigue su curso y una autopsia va a ser practicada.